# Leuth (Nederland)
Leuth is een dorp in de Nederlandse provincie Gelderland, behorend tot de gemeente Berg en Dal. Het dorp ligt in de Duffelt, de streek tussen Nijmegen en Kleef.

## Geschiedenis
De oudste vermelding van de nederzetting dateert uit 891/892 ("Lotde"). Het plaatsje ontstond op een zandplaat in het omringende moerasland langs de Waal. Het dorp behoorde samen met het naburige Kekerdom tot 1815 tot Pruisen. Tijdens de Tweede Wereldoorlog was Leuth het zwaarst getroffen dorp in de gemeente Ubbergen. De oorspronkelijke dorpskern werd vrijwel geheel verwoest.
Tot en met 31 december 2014 was Leuth onderdeel van de gemeente Ubbergen. Op 1 januari 2015 ging de plaats samen met de gemeente op in de gemeente Groesbeek. Deze naam veranderde in 2016 in Berg en Dal.

## Voorzieningen
Leuth heeft onder andere een basisschool, een bibliotheek, een kapperszaak en een lokale supermarkt.

## Monumenten
- De rooms-katholieke Sint-Remigiuskerk dateert uit 1934/35, werd ontworpen door H.C. van de Leur en is gewijd aan de heilige Remigius van Reims. Na de Tweede Wereldoorlog werd de kerk hersteld. Begin 2017 werd de kerk aan de eredienst onttrokken.
- Een ander opvallend gebouw in het dorp is de voormalige stoomzuivelfabriek De Duffelt, waarvan de schoorsteen behouden is gebleven.
- Twee boerderijen met hun schuren zijn rijksmonument: De terpboerderij Plezenburg en de boerderij met kop-romp-halsarchitectuur in de Botsestraat 9.
- De twee oorlogsmonumenten van Leuth gedenken de gesneuvelde militairen respectievelijk de civiele slachtoffers.

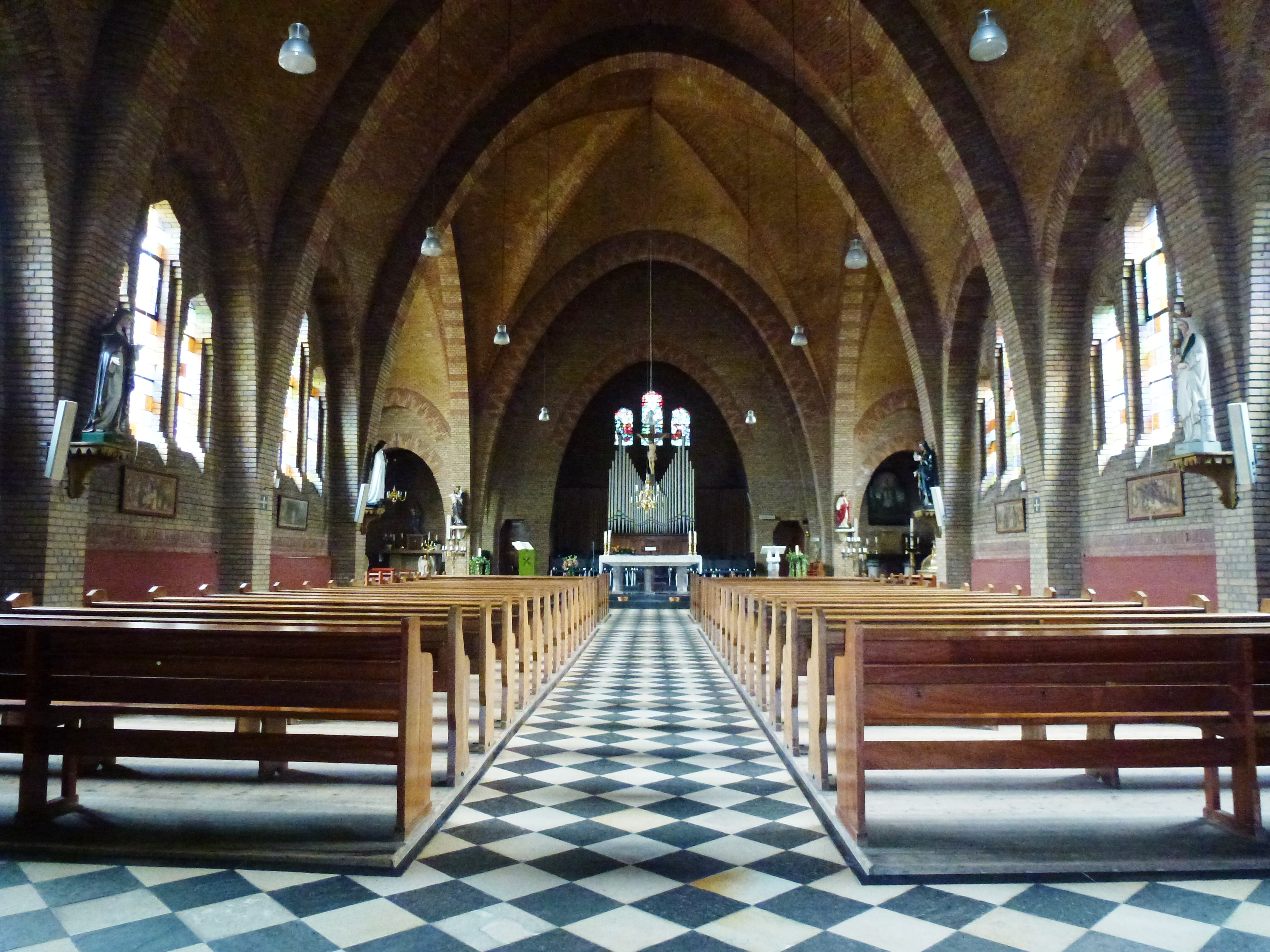
Remigiuskerk, interieur
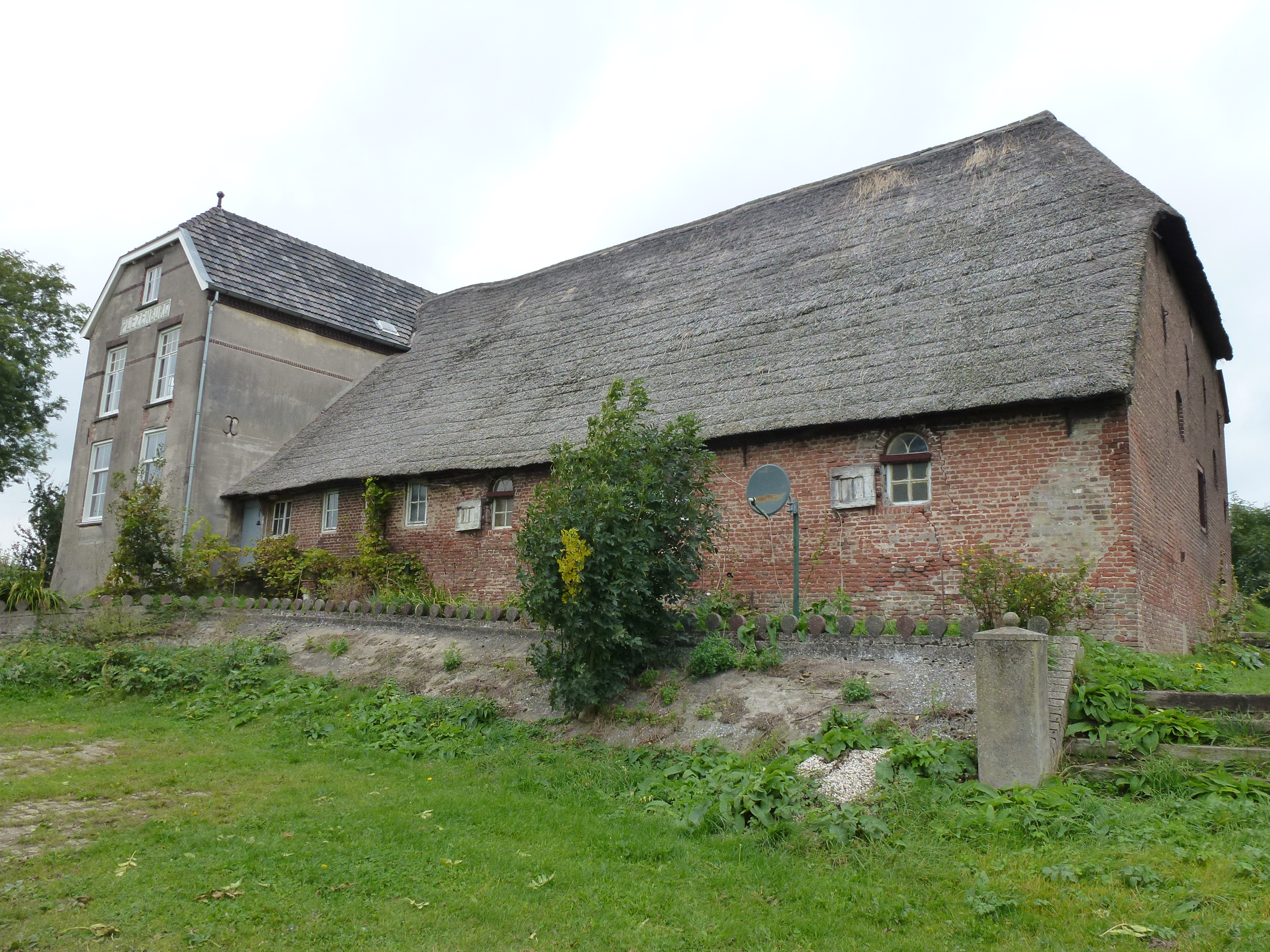
Terpboerderij Plezenburg
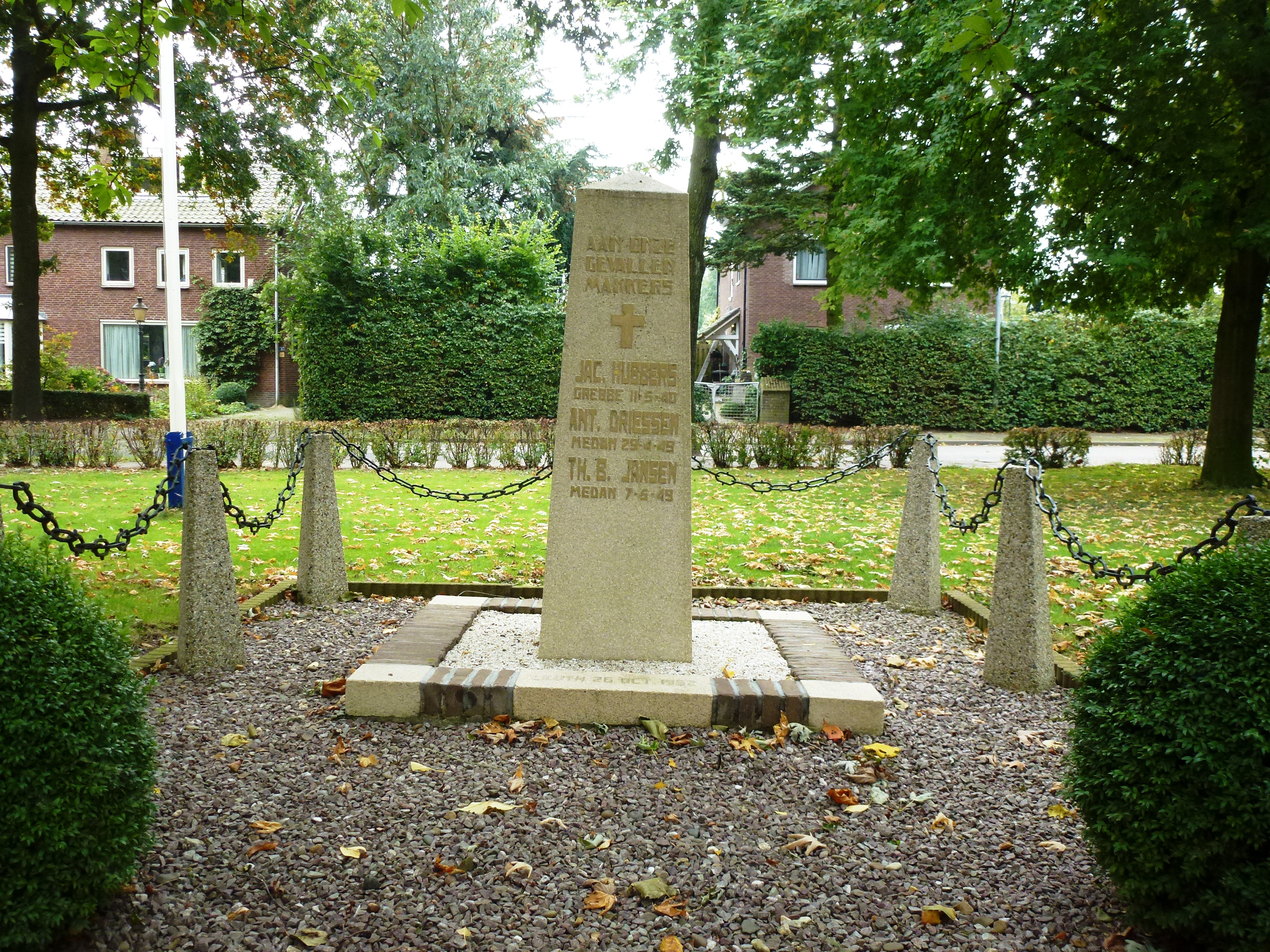
Militair oorlogsmonument
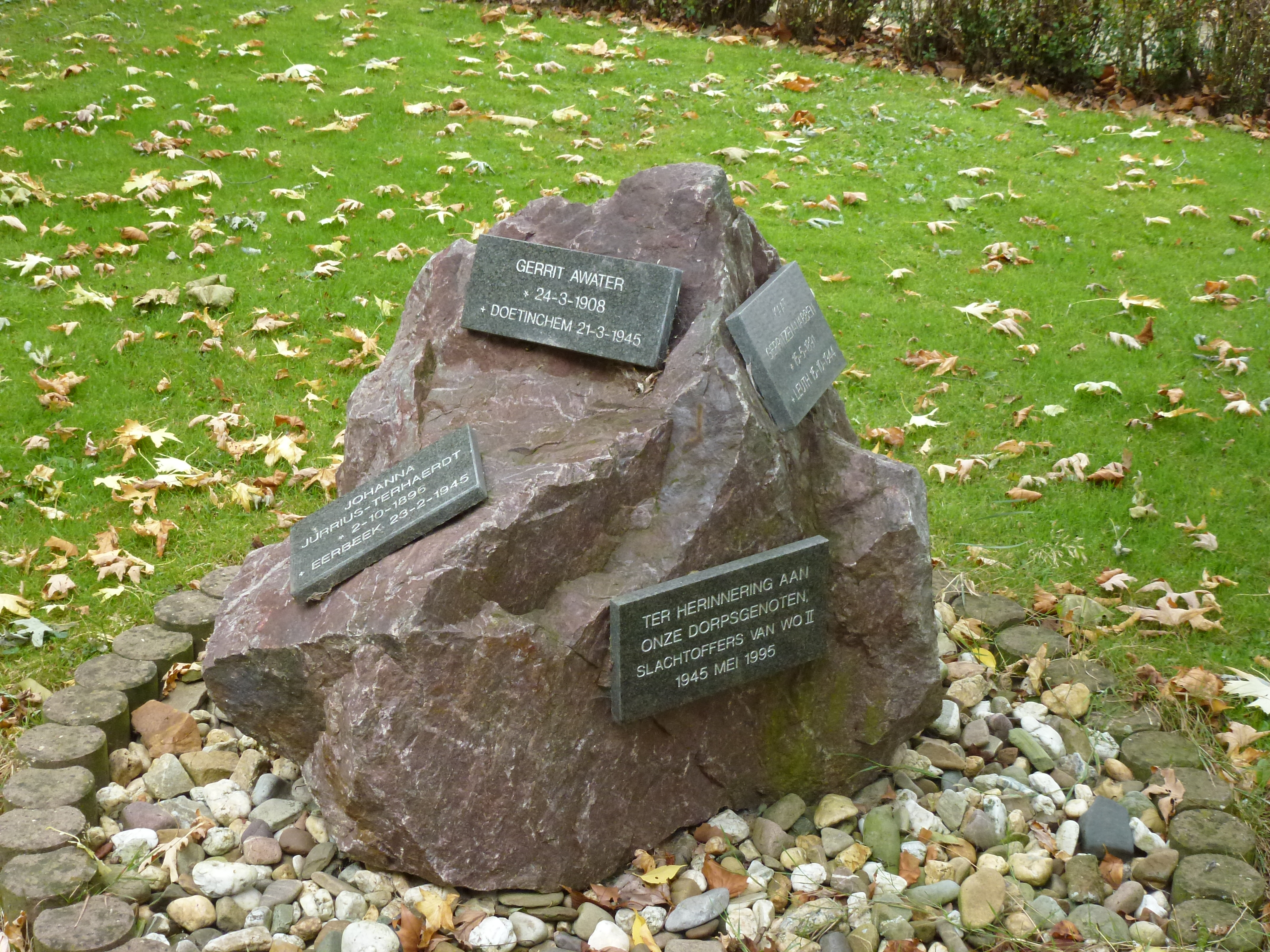
Civiel oorlogsmonument
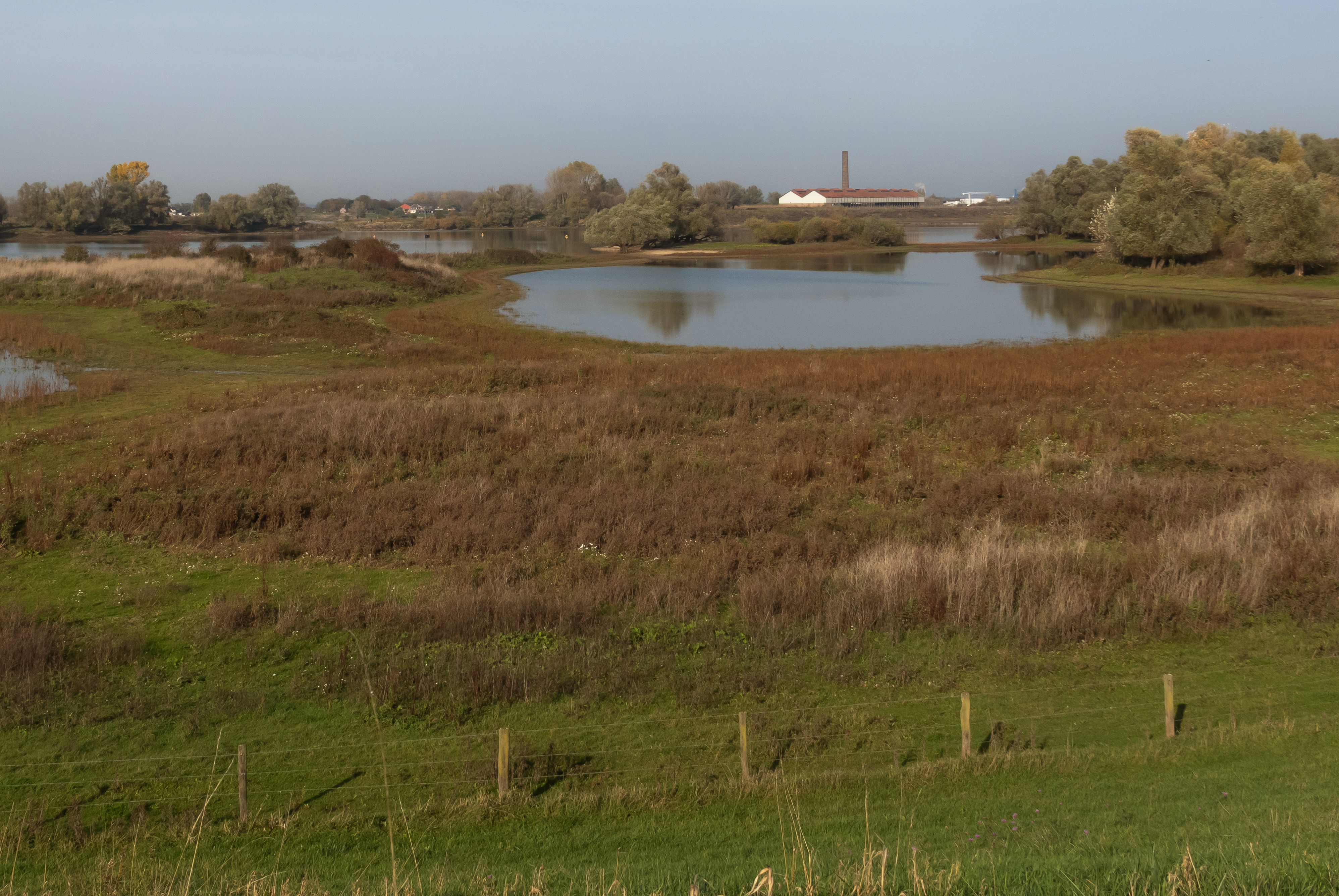
De Kaliwaal bij Leuth

## Geboren in Leuth
- Peter Arntz (1953), voetballer
- Theo Keukens (1956), voetballer
- Jeroen van Eck (1993), mountainbiker
- Frenk Keukens (1995), voetballer